# …XYZ
…XYZ — дебютный студийный альбом британской инди-рок-группы Moose, вышедший в 1992 году.

## Об альбоме
…XYZ представляет собой отход Moose от стилистики туманного шугейзинга ранних мини-альбомов в сторону инди-поп-направления. Песня «Soon is Never Soon Enough» была записана при участии вокалистки ирландской рок-группы The Cranberries Долорес О’Риордан.
В целом альбом был встречен критиками благосклонно. Саймон Рейнольдс из Melody Maker охарактеризовал …XYZ как «наиболее удачное сочетание Moose’вской шизофрении и эстетизма». Том Дойл из Q отметил, что дебютный альбом британского коллектива ещё не вписывается в независимую музыку, но уже даёт ясное представление о наличии у группы творческого потенциала.
Уиндхэм Уоллес в ретроспективном обзоре The Quietus написал, что альбомом …XYZ Moose «проявили себя как группу, которая своей любовью к родной стране, со всей её ностальгией и романтикой, смягчает её же типичную наследственную невозмутимость».

## Список композиций
1. «Slip & Slide» — 1:13 (Yates, Russell)
2. «Little Bird (Are You Happy In Your Cage)» — 2:54 (McKillop, K.J. «Moose»)
3. «Don’t Bring Me Down» — 4:01 (Yates, Russell/McKillop, K.J. «Moose»)
4. «Polly» — 4:49 (Yates, Russell/McKillop, K.J. «Moose»)
5. «The Whistling Song» — 2:56 (McKillop, K.J. «Moose»)
6. «Everybody’s Talking» — 2:41 (Neil, Fred)
7. «Sometimes Loving Is The Hardest Thing» — 5:15 (McKillop, K.J. «Moose»)
8. «Soon Is Never Soon Enough» (feat. Dolores O'Riordan) — 4:01 (Yates, Russell/McKillop, K.J. «Moose»)
9. «I’ll See You In My Dreams» — 3:14 (Yates, Russell/McKillop, K.J. «Moose»)
10. «High Flying Bird» — 3:14 (Yates, Russell/McKillop, K.J. «Moose»)
11. «Screaming» — 3:56 (McKillop, K.J. «Moose»)
12. «Friends» — 4:05 (McKillop, K.J. «Moose»)
13. «XYZ» — 5:06 (McKillop, K.J. «Moose»)
14. «This River Is Nearly Dry [Live]» — 4:22 (Yates, Russell/McKillop, K.J. «Moose»)